# Christine Häsler

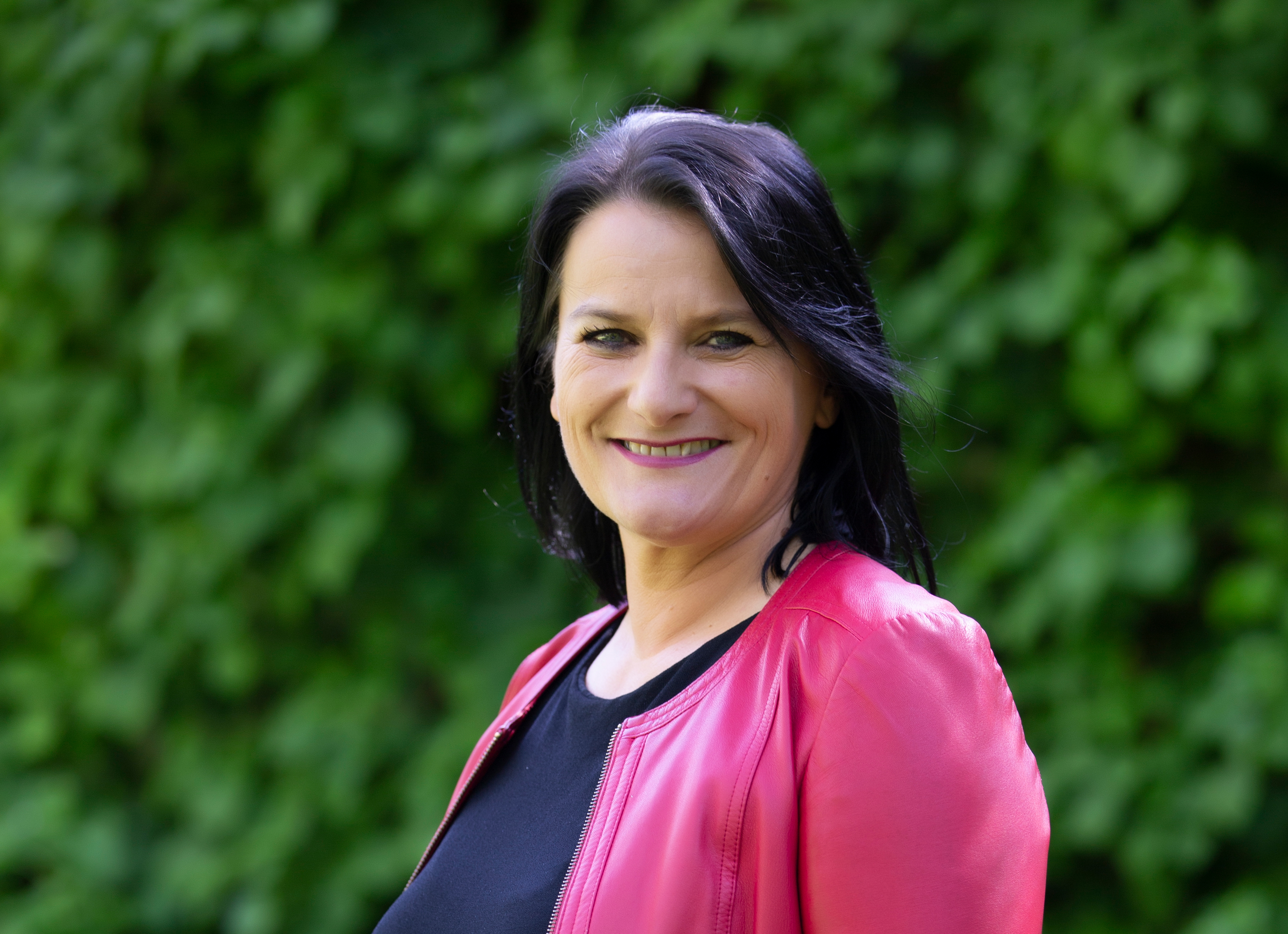
Christine Häsler

Christine Häsler (* 11. Januar 1963 in Unterseen; heimatberechtigt in Lütschental und Wilderswil) ist eine Schweizer Politikerin (Grüne). Seit 2018 ist sie Mitglied der Berner Kantonsregierung.

## Leben
Christine Häsler besuchte Schulen in Grindelwald und Wilderswil. Anschliessend absolvierte sie eine kaufmännische Lehre bei der Gemeindeverwaltung Grindelwald und arbeitete später als Gemeindeschreiberin von Lütschental. 2011 bis 2018 war sie Leiterin Kommunikation der Kraftwerke Oberhasli.
Häsler ist geschieden, Mutter von vier Kindern und lebt in Burglauenen. 

## Politik
Häsler war 2002 bis 2015 Mitglied des Grossen Rates des Kantons Bern und amtierte von 2006 bis 2014 als Fraktionschefin der grünen Fraktion. Bei den kantonalen Wahlen 2014 erzielte sie das zweitbeste Resultat in ihrem Wahlkreis.
Nach dem Verzicht von Alec von Graffenried rückte Häsler im Juni 2015 in den Nationalrat nach. Sie wurde am 28. März 2018 in den Regierungsrat des Kantons Bern gewählt und trat daraufhin aus dem Nationalrat zurück. Für sie rückte Aline Trede nach. Im Regierungsrat übernahm sie von ihrem Parteikollegen Bernhard Pulver die Bildungs- und Kulturdirektion (BKD). Besonders gefordert wurde sie während der Covid-19-Pandemie, als das Schul- und Kulturleben 2020 bis 2022 eingeschränkt war. Bei den Wahlen 2022 wurde sie im Amt bestätigt. 2022 bis 2023 war sie Regierungspräsidentin. Bei den Wahlen 2026 tritt sie nicht mehr an.